# Mohamed Ghalem
 (mai 2019).
Si vous disposez d'ouvrages ou d'articles de référence ou si vous connaissez des sites web de qualité traitant du thème abordé ici, merci de compléter l'article en donnant les références utiles à sa vérifiabilité et en les liant à la section « Notes et références ».
Mohamed Ghalem est un footballeur algérien né le 17 octobre 1977 à Alger. Il évoluait au poste de gardien de but.

## Biographie
Mohamed Ghalem évolue en première division algérienne avec les clubs du CA Bordj Bou Arreridj, du RC Kouba, de l'USM Blida, de l'ASO Chlef, et du NA Hussein Dey. Il dispute 142 matchs en première division entre 2002 et 2015, sans inscrire de but.
Il participe à la Ligue des champions d'Afrique en 2012 avec le club de Chlef. Il joue neuf matchs dans cette compétition.

## Palmarès
- Champion d'Algérie en 2011 avec l'ASO Chlef
- Vainqueur du Groupe Est de deuxième division en 1998 avec le CA Bordj Bou Arreridj
- Vice-champion d'Algérie de deuxième division en 2014 avec le NA Hussein Dey